# Kilgore (Nebraska)
Kilgore – wieś w Stanach Zjednoczonych, w stanie Nebraska, w hrabstwie Cherry.